# Cratere Schiller

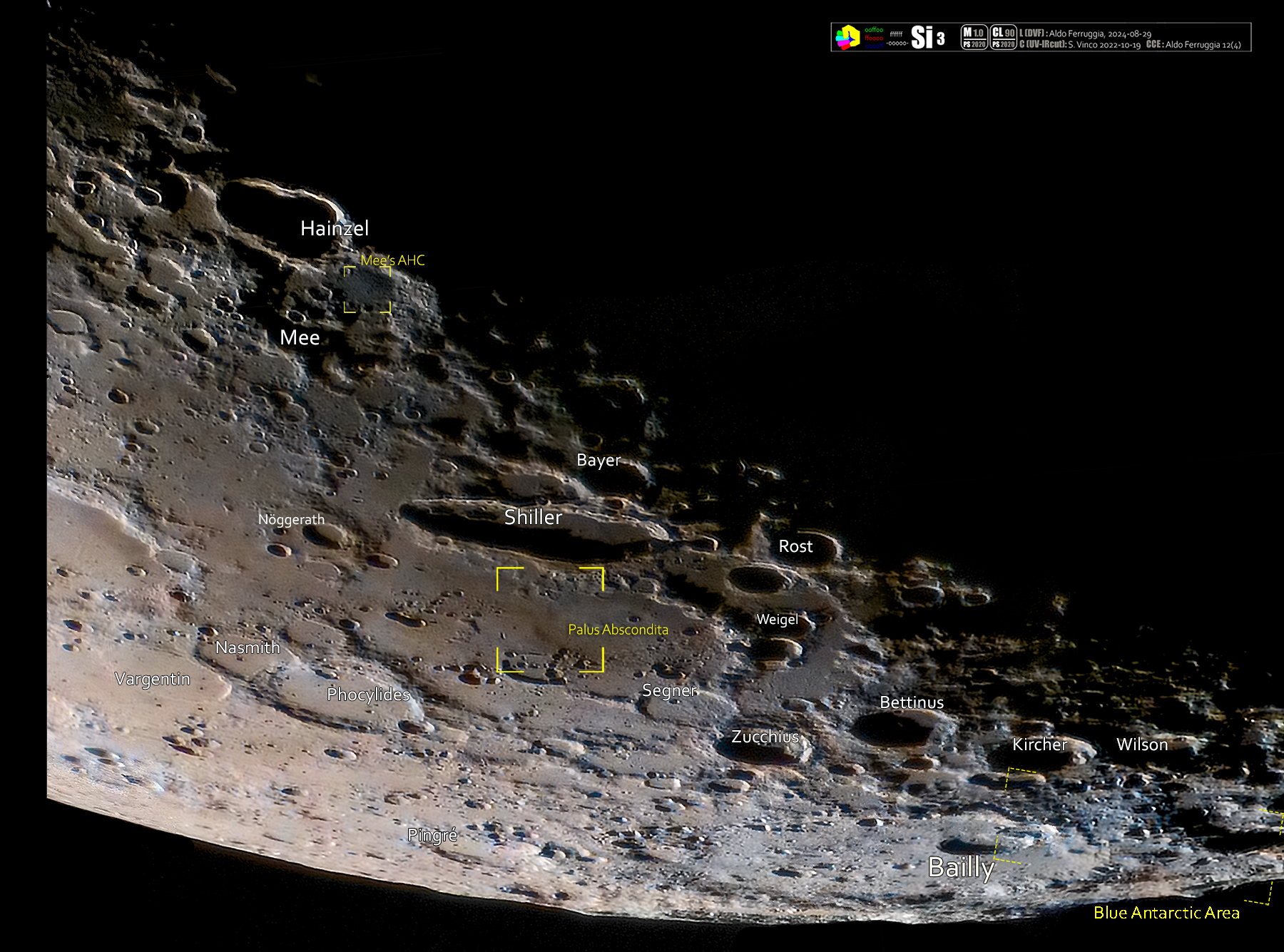
Area del cratere in immagine selenocromatica (Si) comn alcuni reperi. Vedi anche:

Schiller è un grande cratere lunare di 179,36 km situato nella parte sud-occidentale della faccia visibile della Luna.